# 6. ceremonia wręczenia Węży
6. ceremonia rozdania Węży – gala rozdania antynagród filmowych przyznawanych najgorszym polskim filmom za rok 2016. Nominacje do nagród ogłoszono 28 lutego 2017 roku, a ceremonia wręczenia nagród odbyła się na 1 kwietnia 2017 w Teatrze TrzyRzecze w Warszawie. Rekordową liczbę nominacji, 17, zdobył film Smoleńsk w reżyserii Antoniego Krauzego. Ostatecznie film zdobył siedem statuetek, wyrównując rekord Kac Wawy z 2013 roku.

## Nominowani

### Najgorszy film
- Smoleńsk
  - #WszystkoGra
  - Gejsza
  - Historia Roja
  - Kobiety bez wstydu

### Najgorsza rola żeńska
- Beata Fido – Smoleńsk
  - Magdalena Lamparska – Kochaj
  - Joanna Liszowska – Kobiety bez wstydu
  - Eliza Rycembel – #WszystkoGra
  - Marta Żmuda Trzebiatowska – Gejsza

### Najgorsza rola męska
- Michał Lesień – Kobiety bez wstydu
  - Antoni Pawlicki – #WszystkoGra
  - Maciej Półtorak – Smoleńsk
  - Krzysztof Zalewski-Brejdygant – Historia Roja
  - Jerzy Zelnik – Smoleńsk

### Najgorszy duet na ekranie
- Beata Fido i Redbad Klijnstra – Smoleńsk
  - Beata Fido i Maciej Półtorak – Smoleńsk
  - Joanna Liszowska i Michał Lesień – Kobiety bez wstydu
  - Marta Żmuda Trzebiatowska i rura – Gejsza

### Najgorsza reżyseria
- Antoni Krauze – Smoleńsk
  - Agnieszka Glińska – #WszystkoGra
  - Dariusz Regucki – Bóg w Krakowie
  - Radosław Markiewicz – Gejsza
  - Jerzy Zalewski – Historia Roja

### Najgorszy scenariusz
- Tomasz Łysiak, Antoni Krauze, Maciej Pawlicki, Marcin Wolski – Smoleńsk
  - Marta Konarzewska, Agnieszka Glińska – #WszystkoGra
  - Piotr Owcarz, Radosław Markiewicz – Gejsza
  - Jerzy Zalewski – Historia Roja

### Żenujący film na ważny temat
- Smoleńsk
  - Bóg w Krakowie
  - Historia Roja
  - Nowy świat

### Efekt specjalnej troski
- Maciej Stuhr dubbingujący Macieja Stuhra – Czerwony kapitan
  - Wybuch tupolewa – Smoleńsk
  - Piloci jakowlewa na lotnisku w Smoleńsku – Smoleńsk
  - Duchy smoleńskie – Smoleńsk
  - Ubek z kulką w czole – Historia Roja

### Żenująca scena
- Azjaci protestujący pod Wawelem – Smoleńsk
  - „Czy ciebie kiedyś ktoś tak oszukał?” (Beata Fido) – Smoleńsk
  - Loża ekspertów w telewizji – Smoleńsk
  - Rozmowa pilotów jakowlewa – Smoleńsk
  - Kościelna przemowa Roja à la Braveheart – Historia Roja

### Występ poniżej talentu
- Marian Dziędziel – Gejsza
  - Roma Gąsiorowska – Kochaj
  - Kinga Preis – #WszystkoGra
  - Zbigniew Zamachowski – 7 rzeczy, których nie wiecie o facetach
  - Mirosław Zbrojewicz – Gejsza

### Najgorszy plakat
- Bóg w Krakowie
  - 7 rzeczy, których nie wiecie o facetach
  - Kobiety bez wstydu
  - Smoleńsk

### Najgorszy teledysk okołofilmowy
- Aleksandra Gintrowska – „Missing” (do filmu Słaba płeć?)
  - Sebastian Fabijański – „Ale wkoło jest wesoło” (do filmu #WszystkoGra)
  - Liber feat. Mateusz Ziółko – „7 rzeczy, których nie wiecie o facetach” (do filmu 7 rzeczy, których nie wiecie o facetach)
  - O.S.T.R. feat. Martyna Budnik-Sołowiankuk – „Ballada o Roju” (do filmu Historia Roja)

### Najgorszy przekład tytułu zagranicznego
- United International Pictures – 183 metry strachu (The Shallows)
  - Kino Świat – Piknik z niedźwiedziami (A Walk in the Woods)
  - Warner Bros. – Co ty wiesz o swoim dziadku? (Dirty Grandpa)
  - United International Pictures – Las samobójców (The Forest)
  - United International Pictures – Psy mafii (Triple 9)

## Podsumowanie liczby nominacji
(Minimum dwóch nominacji)
17: Smoleńsk
8: Historia Roja
7: #wszystkogra, Gejsza
6: Kobiety bez wstydu
3: Bóg w Krakowie, 7 rzeczy, których nie wiecie o facetach